# Протести против проглашења независности Косова 2008.
Протести против проглашења независности Косова обухватају низ протеста одржаних широм Србије, Републике Српске, Црне Горе, у местима насељеним српском дијаспором, али и у другим градовима Европе. Овим протестима се изражава неслагање са декларацијом о независности Косова и признања тзв. Републике Косово од стране неких држава. Протести су почели 17. фебруара када је група људи која је себе назвала Лидери нашег народа, демократски изабрани прогласила Косово за независну и суверену државу. Током ових протеста било је више инцидената.

## Протести у Србији

### Протести у Београду
У ноћи између 17. и 18. фебруара 2008. године десили су се у Београду први инциденти који су уследили као реакција на једнострано проглашење независности Косова. Група хулигана демолирала је ресторане Мeкдоналдса на Славији и Теразијама у Београду. Такође су нападане и амбасаде Словеније и САД. Дошло је до сукоба између демонстраната и полиције у којима је повређено више људи. Након протеста 21. фебруара, у запаљеној згради амбасаде САД пронађено је угљенисано тело 20-годишњег Зорана Вујовића из Новог Сада.

### Протести у Новом Саду
Дана 17. фебруара око дошло је до демонстрација и у Новом Саду. Оштећено је неколико излога и два возила.

## Протести у бившим југословенским републикама

### Протести у Републици Српској
Протести у РС почели су истог дана када је проглашена независност Косова. Око 150 грађана окупило се на Тргу Крајине у Бањалуци носећи пароле „Не дамо Косово” и „Косово је срце српства”. Студенти Универзитета у БЛ су се наредни дан окупили око подне, а симболично, у 12.44 часа минутом ћутње су изразили своје незадовољство због једнострано проглашене независности Косова. Иако је протест званично био завршен око 13 часова, велики број студената је наставио протест правећи нереде испред конзулата САД, Француске и Немачке.

### Протести у Црној Гори
У Подгорици је у петак,22. фебруара 2008. године одржан протестни скуп против једностраног проглашења независности Косова, и као подршка влади Републике Србије у напорима да се очува КиМ унутар Србије. На протесту су говорили представници опозиционих странака, које не подржавају независност КиМ. Претпоставља се да је на скупу било око 50.000 грађана Црне Горе, који су узвикивали КОСОВО ЈЕ СРЦЕ СРБИЈЕ, НЕ ДАМО КОСОВО... Такође су се чули звиждуци негодовања на помен имена држава које су признале независност Косова. Скуп је протекао мирно, без инцидената.

### Протести у Словенији
Протест заказан у Љубљани за 24. фебруар, отказан је због дана жалости који је у Словенији уведен услед изненадне смрти бившег југословенског и словеначког председника и премијера Јанеза Дрновшека. Савез српских друштава Словеније нови протест је заказао за 2. март 2008. године.

## Протести у свету

### Протести дијаспоре
Протести против једнострано проглашене независности Косова одржани су у организацији удружења српских исељеника и по градовима западне Европе и Северне Америке. На дан проглашења независности Косова 17. фебруара 2008. године, Срби у Ванкуверу су организовали протест на који је дошло око 300 људи. У суботу 23. фебруара 2008. протести су одржани у Копенхагену, Марсеју, Цириху, Хамбургу, Минхену, Штутгарту, Диселдорфу, Франкфурту и Лондону. Бројност окупљених је била поприлично различита и кретала се од око 200 људи у Марсеју до између 1000 и 1200 људи у Минхену. У градовима Немачке српским демонстрантима су се, поред Немаца, придружили и локални Грци и Руси. Протести су настављени у градовима Немачке и током недеље 24. фебруара 2008. године, између осталих и у Келну, Нирнбергу и Дортмунду, са тим да су нови скупови организовани у Бечу, Женеви, Хагу, Бриселу. Протести су одржани и у ваневропским градовима Торонту (између 5.000 и 6.000 окупљених), Ванкуверу (око 1.000 окупљених), Калгарију (око 300 окупљених), Винипегу (између 100 и 200 окупљених), Монтреалу (око 300 окупљених), Финиксу, Чикагу, Кливленду и Мелбурну. Протест у Хагу окупио је око 300 људи, а најмногољуднији је био скуп у Бечу где се Хелден плацу окупило више од 8.000 присутних. За разлику од осталих скупова, на митингу у Бечу забележени су инциденти тако да је аустријска полиција применила силу и ухапсила неколико изгредника. Миран протест неколико стотина окупљених одржан је 25. фебруара 2008. у норвешком граду Лихамеру

### Остали протести
Различити протести организовани су и у неколико европских земаља које нису позитивно прихватиле једнострано проглашење независности Косова. Заједничко за ове скупове је да их углавном организују левичарска или десничарска удружења и политичке партије. У Прагу на Тргу Палацког у суботу 23. фебруара 2008. прво је протестовало око 200 неонациста, а затим и стотинак активиста опозиционих партија левице. У Варшави је ултракатоличка Лига пољских породица организовала скуп својих стотинак активиста испред српске амбасаде. Истог дана је и око хиљаду присталица Комунистичке партије у Москви носило транспаренте на којима је изражена подршка Србији на скупу на коме је обележено 90 година од оснивања Црвене армије. Комунистичка партија Грчке је организовала скуп у центру Атине који се завршио протестним маршем и паљењем заставе Сједињених Америчких Држава.